# Billetes azules
Billetes azules è un singolo del cantante colombiano J Balvin pubblicato il 16 ottobre 2020.

## Video musicale
Il videoclip è stato pubblicato in anteprima sul canale VEVO di Kevvo.

## Tracce
1. Billetes Azules – 3:10